# بريد

صورة لرجل بريد عربي في مطلع القرن العشرين

البَرِيد (جمعها بُرُد) أو النظام البريدي هو أسلوب لنقل البيانات أو المواد الملموسة وتوزيعها — سواء كانت رسائل مكتوبة أو وثائق أو صناديق أو طرود، وتوصيلها وتسليمها لمواقع معينة حول العالم.

## تأثيل
ذهب في تأثيل الكلمة إلى أنها فارسية تدل على البغل، أصلها بریده دم (دُم بُریده) أي محذوف الذنب؛ لأن بغال البريد كانت محذوفة الأذناب، فعربت الكلمة وخففت اقتضابا. وقيل أن أصلها كلمة بردن الفارسية أي حمل. أما آ. آذرنوش فاستبعد هذا وقال أن اشتقاقها من beridis الرومية ممكن.

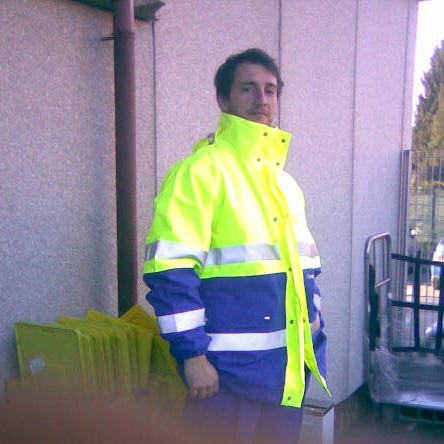
ساعي بريد إيطالي في اللباس الموحد

## استعمال
هذا الأسلوب الخدمة يمكن تقديمها بشكل خاص أو على مستوى الدولة (حكومي) وفي العادة وأغلب الأحيان تقوم الحكومات بتولي هذه المسؤولية لمزيد من الضبط، كما يتم وضع القيود والشروط على الخدمات البريدية المقدمة من قبل الأشخاص والقطاع الخاص. ففي منتصف القرن التاسع عشر الميلادي كانت الحكومات تحتكر البريد عبر أجهزة الخدمة الحكومية، ولضبط هذه الخدمة تم استحداث أسلوب الطوابع البريدية لضمان استيفاء رسم الخدمة البريدية عبر النظام الحكومي.
ومع تطور أنظمة البريد المدارة من قبل الأجهزة الحكومية لم تقتصر خدمات البريد على تسليم الرسائل ففي بعض الدول قد يتضمن ذلك تقديم الخدمات الهاتفية والتلغراف وخدمات الادخار وانهاء المعاملات الحكومية (كالجوازات وغيرها.

## أنواع البريد
هناك أنواع من البريد:
- البريد العادي (البري).
- البريد السريع.
- البريد الجوي.
- البريد المسجل (المؤمن) برسم الوصول.

يعتبر البريد أحد الدعائم الرئيسية لقيام الدولة، لأنه يقوم بنقل أوامر الدولة وتسهيل أعمال الحكومة وتمكين العلاقات بين الجماعات والأفراد ويربطهم بالعالم الخارجي.